# Dunkelkopf-Blattspäher
Der Dunkelkopf-Blattspäher (Cichlocolaptes mazarbarnetti) ist ein höchstwahrscheinlich ausgestorbener Sperlingsvogel aus der Familie der Töpfervögel (Furnariidae). Er kommt oder kam in zwei disjunkten Arealen in den brasilianischen Bundesstaaten Alagoas und Pernambuco vor. Das Artepitheton ehrt den argentinischen Ornithologen Juan Mazar Barnett (1975–2012).

## Merkmale
Der Dunkelkopf-Blattspäher ähnelt in seinen Gefiedermerkmalen dem Alagoas-Blattspäher (Philydor novaesi). Mit einer Körperlänge von 22 cm und einem Gewicht von 48 g ist er jedoch deutlich größer und schwerer als der Alagoas-Blattspäher. Die Schwanzlänge beträgt mehr als ein Drittel der Körperlänge. Der Oberkopf, die Stirn und die Zügel sind schwärzlichbraun. Der Nacken und der Rücken sind zimtbraun. Die längeren und heller orange-rötlichen Steuerfedern kontrastieren mit dem brauen Bürzel. Der Augenstreif ist dunkel. Über dem Zügel verläuft ein ockerbräunlicher Strich. Der Schnabel ist größer und an der Basis kräftiger und der Oberkopf ist flacher als beim Alagoas-Blattspäher. Vom Zimtschwanz-Blattspäher (Cichlocolaptes leucophrus) unterscheidet sich der Dunkelkopf-Blattspäher durch das Fehlen der Strichelung auf der Ober- und Unterseite.

## Verbreitungsgebiet
Die bekannten Vorkommen sind auf Restwaldgebiete in den Regionen Murici im Bundesstaat Alagoas und Frei Caneca im Bundesstaat Pernambuco beschränkt.

## Lebensraum und Lebensweise
Der Dunkelkopf-Blattspäher bewohnt bewaldetes Hügelland, besonders steile Hänge und tiefe Schluchten, in denen die Wälder einen höheren und weniger gestörten Baumbestand aufweisen und die Bäume üppig mit Epiphyten, Moosen und Schlingpflanzen bedeckt sind. Die Art wurde in unteren und mittleren Kronenbereichen beobachtet, wo sie zwischen den abgestorbenen Blättern der Bromelien auf Nahrungssuche geht. Über seine Lebensweise ist nichts bekannt.

## Status
Die IUCN listet den Dunkelkopf-Blattspäher seit 2019 in der Kategorie „ausgestorben“ (extinct). Er ist nur von wenigen Nachweisen bekannt, jedoch nie lebend fotografiert worden. 1986 wurde er von Dante Martins Teixeira entdeckt. Die Letztnachweise waren im Februar 2005 in Frei Caneca und im April 2007 in Murici. Nachfolgende Suchen auch in anderen Regionen erwiesen sich als Fehlschläge. Als Hauptgefährdung gilt die illegale Entwaldung im Nordosten Brasiliens.

## Systematik
Bei einer Bewertung im Jahr 2016 konnten sich die Mitglieder des South American Classification Committee nicht darauf einigen, Cichlocolaptes mazarbarnetti als valide Art anzuerkennen. Sie bemängelten, dass es keine genetische Daten gibt, die eine Abgrenzung zu ähnlichen Arten belegen würden. Anerkannt wird der Dunkelkopf-Blattspäher dagegen von der IOC-Checklist, von der Clements Checklist sowie von der HBW-Checklist (inklusive IUCN und BirdLife International).